# Clayman
Clayman (englisch für „Lehm-Mann“) ist das fünfte Album der schwedischen Metal-Band In Flames. Das Album wurde im Jahre 2000 von Nuclear Blast veröffentlicht.

## Entstehungsgeschichte
Nach der Fertigstellung von Colony tourte In Flames ausgiebig, beispielsweise in den USA mit Moonspell. Die Musiker sahen die Welt und gewannen neue Eindrücke, die danach verlangten, in Musik umgesetzt zu werden, was angesichts des perfekten Aufeinandereingespieltseins nicht schwer fiel. So kam es im Februar 2000 zur relativ schnellen Rückkehr ins Studio Fredman, wo unter der Regie von Frederik Nordström die Aufnahmen begannen.
Stärker als beim vorsichtig experimentellen Vorgänger-Album wurde mit Keyboards, Samples und Drum-Loops gearbeitet. Christopher Amott von der Band Arch Enemy spielt ein Gitarrensolo auf dem Lied Suburban Me.
Das Coverartwork basiert auf Leonardo da Vincis Zeichnung Der vitruvianische Mensch.

## Musikstil
Mit Clayman brach In Flames mit ihrem gewohnten Stil, die neuen Lieder fallen melodiöser und eingängiger aus als früher. Zum zweiten Mal wird auch ein Synthesizer benutzt, der von Charlie Storm programmiert wurde.
Frank Albrecht schrieb im Rock Hard, nachvollziehbare Melodielinien habe In Flames sowieso schon verwendet, dazu seien nun Riffs aus der Rockmusik, die mitunter in unbekannte Gefilde ausscherten, und ein facettenreicher Gesang in echten Refrains gekommen. Diese machten die Stücke individueller als sie es noch auf Colony waren. Für Patrick Schmidt (inHard) war Clayman die konsequente Fortsetzung des mit Colony begonnenen Weges: Der Death Metal sei ein weiteres Stückchen verschwunden, „cleane Vocals, ruhige, fast schon balladeske Zwischenparts“ und „vom traditionellen Metal beeinflusste Harmonien“ würden einen Stil zwischen Härte beziehungsweise Aggressivität und Melodie beziehungsweise Ruhepolen schaffen. Das Konzept laute weiterhin, heißt es in Michael Schäfers Metal-Hammer-Albumrezension, Death Metal und klassischen Heavy Metal „zu einer stimmigen Gesamtheit“ zusammenzuführen. Die eingesetzte Elektronik könne „wie beispielsweise in Only for the Weak eine melodieführende Aufgabe erhalten oder […] die organische Grundstruktur mit elektronischen Sternenwinden, von denen meist ein elegantes Rieseln wahrnehmbar ist“, unterspülen. Partiell sanftere Gitarren und traurigerer Gesang kämen hinzu. Die Internetplattform whiskey-soda.de beschreibt den Stil als „mächtig hart“ und lobt die Gesangsvariationen, die Gitarrenpräsenz und den Songaufbau. Martin Popoff bezeichnete in seinem Buch The Collector’s Guide of Heavy Metal Volume 4: The ’00s die Musik auf dem Album als klassischen Göteborg Death Metal. In den Liedern seien Parallelen zu Moonspell und Children of Bodom hörbar. Außerdem habe man poppigen Hard Rock in den Liedern verarbeitet.
Seinen Erst-Eindruck von Bullet Ride gab Andreas Stappert im Rock Hard wieder: „Nach einem True-metallischen Einstieg geht der mit vielen Tempowechseln durchsetzte, auf einer Art Led-Zeppelin-Groove aufgebaute Song in einen sehr trendy klingenden 'Spoken Word'-Part über, um schließlich in einem für In Flames typischen, brutalen Refrain zu explodieren.“ Zu Pinball Map notierte er, dass das Lied schnell und brutal in seiner Rohheit und Kantigkeit über den Hörer herfalle, aber ihn dann „urplötzlich mit einem folkig angehauchten, etwas an Running Wild erinnernden Refrain“ überrasche. Der Song Only for the Weak begeisterte ihn mit „einer hintergründig begleitenden Keyboardmelodie, die ihm ein völlig eigenes Flair gibt“. Auf die Eingängigkeit und den Titel angesprochen, habe Fridéns „süffisant“ geantwortet, bandintern würde man ihn „Metallica“ nennen. „…As the Future Repeats erinnert“, ist in Stapperts Bericht zu lesen, „zunächst stark an Manowar, mutiert dann jedoch zu einem mittelschnellen Stampfer in gewohnter Machart. Überraschend sind hier allenfalls ein paar spacige Keyboard-Passagen.“ Bei Square Nothing vermerkte er den in Balladennähe gerückten wehmütigen Gesang mit aggressivem Ausklang. Diese „Laut-Leise-Dynamik“ sei das eigentlich Faszinierende an dem Stück. In Clayman würden die Death-Metal-Wurzeln zum Vorschein kommen. Anstelle einer eingängigen Melodie sei „massives Riffing“ federführend. Inhaltlich geht es um die zeitlebens stattfindende Prägung und Beeinflussung durch nahestehende Personen wie durch Menschen des entfernteren täglichen Umfeldes. „Ich beschreibe auf dem Album, wie schwer es heutzutage ist, für seine Meinung gerade zu stehen, denn ständig schreibt dir irgendjemand etwas vor“ präzisierte Fridén die zuvor gegebene Titelerklärung. Satellites and Astronauts lebt laut Stappert „von einer sehr ruhigen Grundatmosphäre“ und „erinnert vom Gesang her leicht an HIM und klingt ansonsten nach unendlichem All“. Fridéns Kommentar: „Ein Song wie Satellites and Astronauts wäre vor ein paar Jahren für uns absolut undenkbar gewesen.“ Als Hymnenanwärter bezeichnete Stappert Suburban Me mit seinen „ruhigen Sprechpassagen in Verbindung mit wildem Keifen“, was charakteristisch für die gesamte Platte sei.
Auf metal.de wird betont, dass von langsameren Liedstrukturen angesichts der überwiegend „rasanten Melodieläufe und […] treibenden Drumparts“ keine Rede sein könne. Pinball Map und Clayman stünden für diese Aussage. Für besonders ausgeklügelt erachtet Mike Stagno auf sputnikmusic.com die Lieder Only for the Weak und Pinball Map. Ersteres ist neben dem Titelstück sein persönlicher Favorit. Das Album bestehe überwiegend aus harten Passagen, aber auch aus melodiösen, was die beiden Gitarristen besonders gut in Swim und Suburban Me verbänden.

## Rezeption
Frank Albrecht gab im Rock Hard dem seiner Meinung nach „formidablen Meisterwerk“ 9,5 von 10 möglichen Punkten. Im Teaser seines nachfolgenden Artikels sprach er davon, dass das „hammerstarke“ Album „ein noch größerer Wurf“ der Göteborg-Sound-Mitentwickler werden könnte. Da sich die übrigen Redaktionsmitglieder in dieser Hinsicht zurückhielten, platzierte sich das Album mit einer Durchschnittspunktzahl von 7,8 auf Platz 3 der Neuerscheinungstabelle.
Die Mischung aus Geschwindigkeit, Melodie und nachdenklicher Aggressivität sei das bisher Beste, was In Flames hervorgebracht habe. Schon die ersten Töne zögen den Hörer, der aus der Queensrÿche-, Arch-Enemy- oder auch Satyricon-Ecke kommen könnte, in ihren Bann und versprächen eine konstante Energieleistung und eine anhaltende Spannung bis zum Schluss, schreibt Matt Kantor auf der AllMusic-Website. Dafür gab es 4 von 5 möglichen Sternen.
Für Michael Schäfer vom Metal Hammer besetzt die Band die Spitzenposition in ihrem Genre, nicht zuletzt weil er bei ihr „das gewisse Etwas“ ausmacht, und Clayman wiederum schlägt seiner Meinung nach Colony trotz der „sperrigeren“ Arrangement, denn diese sorgten für eine intensive Beschäftigung mit dem Album. Somit sprangen 6 von 7 möglichen Punkten heraus.
„Das gewisse Etwas“, das ihm bei Colony fehlte, erfreute auch den metal.de-Redakteur, der bei seinen 9 Punkten ebenfalls nur einen unter der Höchstwertung blieb. Mike Stagno zieht zwar The Jester Race und Colony dem 2000er Album vor, trotzdem hält er es für einen Hörgenuss sondergleichen, der ihm in der sputnikmusic-Skala 4 von 5 möglichen Punkten wert ist. Schulnote „2“ erhielt Clayman im Online-Musikmagazin Whiskey-Soda. Härtegrad, Vielseitigkeit sowie Eingängigkeit lägen machten eine „erfrischende Mischung“ aus.
Martin Popoff kritisierte in seinem Buch The Collector’s Guide of Heavy Metal. Volume 4: The ’00s die Titel der Lieder, die für ihn wie moderne schlechte Poesie klingen, und auch die Liedtexte selbst gefielen ihm nicht. Ansonsten hatte er an dem Album kaum etwas auszusetzen und bezeichnete es als Meisterwerk, dem er neun von zehn Punkten zugestand.
In einer vom Billboard-Magazin angestellten Erfolgsanalyse hieß es, Korn und Slipknot hätten die Hörgewohnheiten der Amerikaner erweitert und In Flames würde sich wiederum von deren extremen Stil wohltuend abheben.
Das deutsche Magazin Visions führte im Frühjahr 2017 das Album in ihrer Liste der 66+6 besten Metal-Alben des dritten Jahrtausends.

## Titelliste
1. Bullet Ride – 4:42
2. Pinball Map – 4:08
3. Only for the Weak – 4:55
4. ...As the Future Repeats Today – 3:27
5. Square Nothing – 3:57
6. Clayman – 3:28
7. Satellites and Astronauts – 5:00
8. Brush the Dust Away – 3:17
9. Swim – 3:14
10. Suburban Me – 3:35
11. Another Day in Quicksand – 3:56

## Wiederveröffentlichung
2005 wurde das Album von Nuclear Blast als „Deluxe Edition“ wiederveröffentlicht. Neben den elf Titeln der regulären Version gibt es zwei Bonuslieder und einen Bildschirmschoner.
1. Strong and Smart (No Fun at All-Coverversion) – 2:22
2. World of Promises (Treat-Coverversion) – 3:49

Strong and Smart war vorher nur auf der Fassung für den asiatischen Markt erhältlich.